# La Vie avant la mort
La Vie avant la mort – drugi studyjny album francuskiego rapera Rohffa. Został wydany 20 sierpnia, 2001 roku. Gościnnie występują: Assia Maouene, Dry, grupa muzyczna Mafia K’1 Fry i piosenkarka reggae – Tiwony.

## Lista utworów
1. L'Introhff - 1:18
2. R.O.H.F.F. - 4:07
3. TDSi - 3:46
4. Sensation Brave - 4:07
5. Miroir, Miroir - 4:32
6. Rap Info - 4:55
7. Qui Est L'Exemple ? - 4:04
8. Creuset 2 Voyous - 5:27
9. Parfois… Des Fois... (feat. J-mi Sissoko) – 4:38
10. V - 3:42
11. Le Même Quartier - 5:32
12. 5, 9, 1 (feat. Assia) – 4:20
13. SSEM (feat. Dry) – 4:21
14. Jeu 2 la Mort - 4:40
15. Le Bitume Chante (feat. Mafia K’1 Fry & Tiwony) – 6:29
16. Darwah - 8:49 (+ utwór "La Légende du Petit Dragon")